# Список серий Reborn!
Премьерная трансляция аниме «Reborn!», сделанного на студии Artland под руководством режиссёра Кэнъити Имаиздзуми, состоялась 7 октября 2006 года на японском телеканале TV Tokyo.
Сериал разделен на 3 арки и 203 эпизода.

## Арка 1

### Босс в 10-м поколении
| 001 | Я Босс мафии в десятом поколении? «Ē!? Ore ga Mafia no 10 daime!?» (えぇ!? 俺がマフィアの10代目!?)              | 7 октября 2006  |
| Цунаёси Савада — обычный школьник и вечный неудачник. Однажды к нему репетитором нанимается странный ребёнок по имени Реборн, называющий себя киллером и утверждающий, что Цуне предстоит стать десятым боссом мафиозной семьи Вонгола. Реборн использует на Цуне пулю посмертной воли, заставляя его признаться однокласснице в любви. Из-за этого Цуна оказывается вызван на дуэль.                          | |                 |
| 002 | Конец школе? «Ji Endo obu Gakkō!?» (ジ·エンド·オブ学校!?)                                                       | 14 октября 2006 |
| После прибытия Реборна Цуна начинает сталкиваться с разным странными людьми. Один из них — Хаято Гокудэра, переведённый из Италии ученик, вызвавший Цуну на битву за звание десятого Босса Вонголы. В то же время Цуна оказывается втянут в участие в волейбольном матче. В итоге Хаято и Такэси Ямамото, другой одноклассник Цуны, становятся членами его семьи. Правда, Такэси считает, что это просто игра. | |                 |
| 003 | Потрясающе! Любовно-кошмарная кулинария! «Dengeki! Ai to Kyōfu no Kukkingu!» (電撃!愛と恐怖のクッキング!)       | 21 октября 2006 |
| Бьянки, ассассин, славящийся своей ядовитой кулинарией, пытается убить Цуну, чтобы освободить расписание Реборна, которого она любит. В то же время появляется ребёнок, одетый в костюм телёнка (коровы), по имени Ламбо, заявляющий, что он враг Реборна и хочет его убить. | |                 |
| 004 | Ай-ай! Разбивая девичьи сердца. «Hahi! Otomegokoro wa Desutoroi!» (はひ!乙女心はデストロイ!)                    | 28 октября 2006 |
| Странная девчонка, Хару Миура, следит за Цуной. На самом деле, ей нравится Реборн, и она считает, что Цуна плохо на того влияет. Чтобы «освободить» Реборна, она пытается убрать Цуну с дороги силой. | |                 |
| 005 | С главой Комитета Дисциплины не соскучишься «Fūki Iinchō no Taikutsu Shinogi» (風紀委員長の退屈しのぎ)          | 4 ноября 2006   |
| Цуна начинает привыкать к новой жизни, но по его душу является глава дисциплинарного комитета школы Намимори, Кёя Хибари. К счастью Цуны, его больше заинтересовывает драка с Реборном. | |                 |
| 006 | Нихау! Атака Гьёзы! «Nī Hao Gyōza Ken!» (ニーハオ·ギョーザ拳!)                                                  | 11 ноября 2006  |
| Странный китайский ребенок, И-пин, прибывает в Японию, чтобы убить Цуну. | |                 |
| 007 | Предел! Жгучий братишка! «Kyokugen! Moeru Oniichan!» (極限!燃えるお兄ちゃん!)                                   | 18 ноября 2006  |
| Экстремальный брат Киоко, Сасагава Рёхэй, предлагает Цуне вступить в секцию бокса. | |                 |
| 008 | Босс-семпай и забота о клане «Senpai Bosu wa Famirī Omoi» (先輩ボスはファミリー思い)                            | 25 ноября 2006  |
| Бывший ученик Реборна, Дино, босс семьи Кавалоне, прибыл из Италии, чтобы стать наставником Цуны. | |                 |
| 009 | Недолгая жизнь болезненного черепа «Inochi Mijikashi Dokuro-byō» (命短し ドクロ病)                              | 2 декабря 2006  |
| Цуна заболел очень странной болезнью, но Реборн позвал своего знакомого, доктора Шамала. | |                 |
| 010 | Га-ха-ха! Взрывное бенто! «Gahaha! Bakuhatsu suru Bentōbako!» (ガハハ!爆発する弁当箱!)                          | 9 декабря 2006  |
| Ламбо пошёл к Цуне в школу, чтобы отдать ему завтрак, а учитель И-пин дал задание отнести Нитроглицерин в безопасное место. Что же случится, если завтрак Цуны и взрывное вещество будут в одинаковых коробках. | |                 |
| 011 | Гьёза! Между любовью и смертью? «Ai to Shi no Gyōza-man!?» (愛と死の餃子まん!?)                                 | 16 декабря 2006 |
| Хару и Киоко съели смертельные для простых людей пельмени Ипин. Однако осталась всего лишь одна таблетка с противоядием - кого же спасёт Цуна?! | |                 |
| 012 | Тренинг не для слабаков! Стань достойным! «Shi no Kunren! Kyōka Puroguramu» (師の訓練!強化プログラム)           | 23 декабря 2006 |
| Реборн решил устроить Ямамото и Гокудере тренировку, но справятся ли они? | |                 |
| 013 | Новый год! Величайшая битва за сотню миллионов йен! «Shinshun! Ichiōku-en no Daishōbu!» (新春!一億円の大勝負!)  | 6 января 2007   |
| Великая новогодняя битва семьи Вонгола! Участвуют семьи Цуны и Дино! На кону сотня миллионов йен! Кто же победит в этой ожесточённой схватки кланов? | |                 |
| 014 | Первое свидание!? Зверский зоопарк «Hatsu Dēto!? Jigoku no Dōbutsuen» (初デート!?地獄の動物園)                  | 13 января 2007  |
| Доверчивый Цуна пошёл с Киоко в зоопарк на "свидание", устроенное Реборном. Что же ждёт его там? | |                 |
| 015 | Стычка. Снежная битва на выживание «Sabaibaru Yukigassen» (サバイバル雪合戦)                                    | 20 января 2007  |
| Снежная битва! Три команды! Сражение за Леона! | |                 |
| 016 | Выживи на горе смерти! «Shi no Yama o Dasshutsu seyo!» (死の山を脱出せよ!)                                      | 27 января 2007  |
| Реборн устроил Цуне тренировку на природе. На помощь ему пришли Дино, Гокудера и Ямамото. Найдут ли они Реборна, это ещё вопрос. | |                 |
| 017 | Ведите себя тихо, когда вы в больнице! «Nyūin Saki de wa Oto o Kese» (入院先では音を消せ)                       | 3 февраля 2007  |
| От полученных травм на тренировке Цуна попал в больницу, но разве можно вести себя так громко в палате? | |                 |
| 018 | У шоколада есть яд «Ai no Choko ni wa Doku ga Aru» (愛のチョコには毒がある)                                     | 10 февраля 2007 |
| День святого Валентина! Цуне как всегда не дарят шоколада, но Хару, Киоко и Бьянки решили сделать всем домашний шоколад. Миссия Цуны: спасти шоколад от вмешательства Бьянки. | |                 |
| 019 | 100 из 100? Он может дать ранг чему угодно! «Hyappatsu Hyakuchū? Nandemo Rankingu!» (百発百中?何でもランキング) | 17 февраля 2007 |
| Цуну посещает загадочный Ранговый Фуута и просит безотказного «братишку» о вступлении в семью. | |                 |

### Банда Кокуйо
| 020 | Внезапное нападение «Totsuzen no Shūgeki» (突然の襲撃)                                 | 24 февраля 2007 |
| Члены дисциплинарного комитета средней школы Намимори неожиданно были атакованы. Реборн выясняет, что друзья Цуны также в опасности. |                                                                                        |                 |
| 021 | Друзья в опасности! «Kizutsuku Tomo-tachi» (傷つく友たち)                              | 3 марта 2007    |
| Защищая Цуну, Гокудэра получает тяжёлое ранение. По поручению девятого Вонголы, Цуна и его друзья отправляются в логово врага. |                                                                                        |                 |
| 022 | Неожиданная ловушка! «Yokisenu Mashu» (予期せぬ魔手)                                   | 10 марта 2007   |
| Союзники Мукуро взяли в заложники Хару и Киоко. Готов ли Цуна пожертвовать своей жизнью ради них? А Бьянки, тем временем, отстаивает свои понятия относительно любви. |                                                                                        |                 |
| 023 | Последняя пуля перерождения! «Saigo no Shinuki-dan» (最後の死ぬ気弾)                   | 17 марта 2007   |
| Компания, уже без Цуны, отправившегося вслед за пропавшим Фуутой, сталкивается с Мукуро. После безуспешных попыток Ямамото и Бьянки, Реборн использует свою последнюю пулю посмертной воли на вовремя подоспевшем Цуне.                                                          |                                                                                        |                 |
| 024 | Ответный удар! «Sorezore no Hangeki» (それぞれの反撃)                                  | 24 марта 2007   |
| Выяснив правду у Ланчии, оставшиеся в сознании продолжили путь. Гокудэра проигрывает бой Кену и Тикусе из-за побочных эффектов москитов Шамала, однако в последний момент успевает освободить Хибари. Цуна сталкивается с Рокудо Мукуро, который рассказывает ему о своем плане. |                                                                                        |                 |
| 025 | Хочу победить! Время пробудиться «Kachitai! Mezame no Shunkan» (勝ちたい!目覚めの瞬間) | 31 марта 2007   |
| Мукуро, подстроивший самоубийство, с помощью хитрости захватывает тела друзей Цуны. Цуна, из-за переполняющих его чувств, пробуждает новую силу — Пламя посмертной воли. |                                                                                        |                 |
| 026 | То, что происходит после... «Owari to Sore kara» (終わりとそれから)                    | 7 апреля 2007   |
| Цуна побеждает Мукуро. Мукуро вместе с сообщниками арестовывают Виндиче — защитники законов мафии. Цуна и ребята благополучно выздоравливают и возвращаются к мирной жизни. |                                                                                        |                 |

### Летний отпуск
| 027 | Празднуем воссоединение, а потом едим суши «Shinkyū Iwai de Sushi Kutte» (進級祝いで寿司食って)       | 14 апреля 2007 |
| Реборн устраивает очередное испытание, распределив друзей по разным классам. А Бьянки решает помочь Цуне с выплатой долга суши-бару. | |                |
| 028 | Неужели! Я убил человека? «Uso! Ore ga Koroshita-no?» (ウソ!俺が殺したの?)                            | 21 апреля 2007 |
| Цуна, будучи лунатиком, случайно убивает вора, пролезшего через окно. Куда же ему деть труп?                                         | |                |
| 029 | Я люблю... брокколи? «Koibito wa Burokkorī?» (恋人はブロッコリー?)                                    | 28 апреля 2007 |
| Серия рассказывает о приключениях взрослого Ламбо и о Курокаве, влюбившейся в него.                                                  | |                |
| 030 | Прятки на роскошном корабле «Gōka Kyakusen de Kakurenbo» (豪華客船でかくれんぼ)                       | 5 мая 2007     |
| Мама Цуны выигрывает в лотерею поездку на круизном лайнере. Но так ли случаен этот выигрыш?                                          | |                |
| 031 | Добро пожаловать в Мафия-лэнд! «Oidemase Mafia Rando» (おいでませマフィア島(ランド))                  | 12 мая 2007    |
| По прибытии на остров, Цуне приходится пройти мафиозный тест, в результате чего ему так и не удаётся отдохнуть.                      | |                |
| 032 | Появление акулы в общественном бассейне! «Shimin Pūru ni Same ga Deta» (おいでませマフィア島(ランド)) | 19 мая 2007    |
| Серия посвящена попыткам друзей Цуны научить его плавать.                                                                            | |                |
| 033 | Лето, полное долгов? «Shakkin Mamire no Natsu-yasumi?» (借金まみれの夏休み?)                          | 26 мая 2007    |
| Бывшие члены клуба бокса средней школы Намимори на пляже бросают вызов Цуне и его друзьям.                                           | |                |

## Арка 2

### Семь колец семьи Вонгола
| 034 | Появление Варии «Variā Kuru!» (ヴァリアー来る!)                                             | 2 июня 2007  |
| Суперби Скуало, бывший одноклассник Дино, нападает на Цуну и его друзей. |                                                                                             |              |
| 035 | Семь колец семьи Вонгола «Vongore Ringu Nanatsu» (ボンゴレリング7つ)                        | 9 июня 2007  |
| Прибытие Дино заставляет Скуало отступить, однако ему удаётся захватить посылку Базиля. К Цуне домой неожиданно возвращается отец. Выбранные хранители получают половинки колец Вонголы.  |                                                                                             |              |
| 036 | Репетитор делает свой ход «Katekyō, Ugoku» (カテキョー, 動く)                               | 16 июня 2007 |
| Хранители начинают свои тренировки. |                                                                                             |              |
| 037 | Дуэт учителей и учеников завершён «Shitei Konbi, Sorou» (師弟コンビ, 揃う)                  | 23 июня 2007 |
| Шамал соглашается стать наставником Гокудэры. Базиль присоединяется к тренировке Цуны. Ямамото и Рёхей завершают тренировки с учителями и начинают тренироваться сами.                    |                                                                                             |              |
| 038 | Исчезновение себялюбивого телёнка (Филлер) «Wagamama Koushi no Shissō» (ワガママ子牛の失踪) | 30 июня 2007 |
| Хару решает проверить Цуну на доброту. Сам же Цуна занят поисками пропавшего Ламбо. |                                                                                             |              |
| 039 | Цель незримого врага (Филлер) «Miezaru Teki no Mokuteki wa» (見えざる敵の目的は)            | 7 июля 2007  |
| На Цуну пытаются совершить покушение невидимые убийцы. В то же время в дом Савада прибывает механик Вонголы Джаннини. Босс Варии, Занзас, узнаёт о подмене колец и направляется в Японию. |                                                                                             |              |

### Конфликт колец
| 040 | Начало «Конфликта колец» «Ring Sōdatsusen, Kaishi!» (リング争奪戦, 開始!)  | 14 июля 2007     |
| Вария прибывает в Японию. Начинается «Конфликт колец» — битвы один на один между хранителями одинаковых половинок колец, которые пройдут на территории средней школы Намимори.                                                                            |                                                                            |                  |
| 041 | Чувства Хранителя Солнца «Hare no Shugosha no Omoi» (晴の守護者の思い)     | 21 июля 2007     |
| Первыми сражаются хранители Солнца — Сасагава Риохей и Луссурия. |                                                                            |                  |
| 042 | Максимум Канон! «Gyakkyō o Hanekaesu Chikara» (逆境をはね返す力)           | 28 июля 2007     |
| Когда бой катится к поражению Риохея, появляется Киоко, что придает ему сил, и он использует Максимум Канон. Позже Цуна встречается с пятнадцатилетним Ламбо, и тот просит его, чтобы в завтрашнем бою маленький Ламбо не использовал базуку десятилетия. |                                                                            |                  |
| 043 | Молния из Двадцатилетнего будущего «20 nen go no Raigeki» (20年後の雷撃)   | 4 августа 2007   |
| Пятилетний и пятнадцатилетний Ламбо не могут победить Леви-А-Тана, пока не появляется Ламбо из двадцатилетнего будущего. |                                                                            |                  |
| 044 | Взятое Кольцо Неба «Ubawareta Ōzora no Ringu» (奪われた大空のリング)       | 11 августа 2007  |
| За вмешательство в бой Ламбо, у Цуны отбирают половинку кольца Неба. Иэмицу направляется в Италию, а Гокудэра оттачивает свою новую способность. |                                                                            |                  |
| 045 | Бушующая битва Ураганов «Dotō no Arashisen» (怒涛の嵐戦)                   | 18 августа 2007  |
| Начинается битва хранителей Урагана. Гокудэра раскрывает секрет техники соперника и контратакует новой способностью. |                                                                            |                  |
| 046 | За что я сражаюсь? «Tatakau Riyū» (戦う理由)                               | 25 августа 2007  |
| Время матча выходит, и Хаято стоит перед непростым выбором. |                                                                            |                  |
| 047 | Сильнейший и непобедимый стиль! «Saikyō Muteki no Ryūha» (最強無敵の流派)  | 1 сентября 2007  |
| Хибари устраняет отряд Леви-А-Тана и собирается избить всех причастных к разрушению школы, но его останавливает Реборн. Начинается битва хранителей Дождя — Ямамото и Скуало.                                                                             |                                                                            |                  |
| 048 | Место поединка «Shōbu no Yukue» (勝負の行方)                               | 8 сентября 2007  |
| Ямамото использует стиль Сигурэ Соэнрю и сражается на равных со своим соперником, однако тот заявляет, что он уже однажды победил этот стиль, и ранит его.                                                                                                |                                                                            |                  |
| 049 | Девятая форма — Двойной дождь! «Rekuiemu no Ame» (鎮魂歌(レクイエム)の雨)  | 15 сентября 2007 |
| Ямамото использует придуманную на ходу девятую технику — Двойной дождь, и переламывает ход битвы. |                                                                            |                  |
| 050 | Хранитель Тумана прибыл?! «Kiri no Shugosha, Kuru!?» (霧の守護者, 来る!?)  | 22 сентября 2007 |
| CEDEF успешно штурмует базу Вонголы в Италии. Тем временем Цуна наконец узнаёт, кто является хранителем кольца Тумана. |                                                                            |                  |
| 051 | Иллюзия против иллюзии «Genjutsu vs Genjutsu» (幻術vs.幻術)                | 29 сентября 2007 |
| Начинается новый бой, в ходе которого выясняется, что хранитель Тумана Варии — один из Аркобалено. |                                                                            |                  |
| 052 | Правда Тумана «Kiri no Shinjitsu» (霧の真実)                               | 6 октября 2007   |
| Мукуро завладевает телом Хром и сражается вместо неё. |                                                                            |                  |
| 053 | Вкус тревоги «Ichimatsu no Fuan» (一抹の不安)                              | 13 октября 2007  |
| Все обсуждают предстоящий последний бой. |                                                                            |                  |
| 054 | Заряд Хранителя Облака «Kumo no Shugosha no Bōsō» (雲の守護者の暴走)       | 20 октября 2007  |
| Занзас после проигрыша Конфликта Колец решает спровоцировать Хибари. Цуна завершает тренировки и прибывает на поле боя. Победив взбесившегося Гола Моску, Цуна обнаруживает внутри него Девятого Вонголу.                                                 |                                                                            |                  |
| 055 | Решение «Ketsui» (決意)                                                    | 27 октября 2007  |
| Червелло анонсируют новый бой, который состоится на следующий день, где примут участие все хранители. Девятый отправляется в больницу, а хранители расходятся по домам.                                                                                   |                                                                            |                  |
| 056 | Рассказ Гокудеры (Филлер) «Gokudera no Hanashi» (ごくでらのはなし)         | 3 ноября 2007    |
| Хаято навещает находящегося без сознания Ламбо и кратко рассказывает ему обо всех прошедших боях. |                                                                            |                  |
| 057 | Бой Неба начался! «Ōzora-sen, Hajimaru!» (大空戦, 始まる)                  | 10 ноября 2007   |
| Начинается бой хранителей Неба. |                                                                            |                  |
| 058 | Пламя ярости «Funnu no Honō» (憤怒の炎)                                    | 17 ноября 2007   |
| Занзас применяет техники как Второго, так и Седьмого Вонголы, ставя Цуну в тяжёлое положение. Емитсу вспоминает первую встречу Девятого с Цунаёси. |                                                                            |                  |
| 059 | Освобождение каждого «Engo suru Mono-tachi» (援護する者たち)               | 24 ноября 2007   |
| Занзас своими пистолетами освобождает пару подчинённых. Они отправляются убивать своих соперников, но тех спасает выбравшийся самостоятельно Хибари. Цуна готовится применить технику Первого Вонголы.                                                    |                                                                            |                  |
| 060 | Прорыв Точки Нуля «Shinuki no Zero Chiten Toppa» (死ぬ気の零地点突破)      | 1 декабря 2007   |
| Занзас срывает попытку Цуны применить Первую фазу Прорыва Точки Нуля. Тем временем дома у Цуны готовятся к возвращению Ламбо. А Дино приводит на поле боя ещё одного хранителя.                                                                           |                                                                            |                  |
| 061 | Прорыв Точки Нуля — Адаптированный «Zero Chiten Toppa·Kai» (零地点突破·改) | 8 декабря 2007   |
| Цуна при помощи Гиперинтуиции на ходу придумывает новую версию Прорыва Точки Нуля — Адаптированный. Лицо Занзаса покрывается шрамами, усиливая его Пламя ярости. Все, кроме хранителей Тумана, получают противоядие.                                      |                                                                            |                  |
| 062 | Переговоры «Kakehiki» (駆け引き)                                           | 15 декабря 2007  |
| Бельфегор и Мармон берут Хром в заложники, требуя взамен все оставшиеся кольца. Кен и Чикуса вспоминают вторую попытку побега из тюрьмы. |                                                                            |                  |
| 063 | Ледяное Пламя «Kōritsuku Honō» (凍りつく炎)                                | 22 декабря 2007  |
| Цуна использует Прорыв Точки Нуля: Фаза Первая, и замораживает Занзаса, тот вспоминает о попытке переворота Варией восемь лет назад. Мармон, используя силу колец, пытается растопить Занзаса.                                                            |                                                                            |                  |
| 064 | Правда о гневе (ярости) «Ikari no Shinsō» (怒りの真相)                     | 5 января 2008    |
| Кольцо Неба отвергает Занзаса. Вария собирает все свои силы для последнего удара. |                                                                            |                  |
| 065 | Финал! «Ketchaku!» (決着!)                                                 | 12 января 2008   |
| Ланчия прибывает на помощь Вонголе, круша элитный отряд Варии. После все хранители празднуют победу в доме Ямамото. Ланчия и Базиль улетают в Италию, оставив Цуне ценные вещи на память.                                                                 |                                                                            |                  |

### Рождественский отпуск (Филлер)
| 066 | Дрожащий призрак «Furuete Gōsuto» (ふるえてゴースト)                                | 19 января 2008  |
| Реборн устраивает проверку Цуне и его друзьям на храбрость. |                                                                                     |                 |
| 067 | Открытый урок в стиле Вонгола «Bongore Shiki Jugyōsankan» (ボンゴレ式授業参観)      | 26 января 2008  |
| В классе 2-A проходит открытый урок, в который вмешивается Реборн. |                                                                                     |                 |
| 068 | Счастливая? Свадьба «Happii? Wedingu» (ハッピー? ウェディング)                      | 2 февраля 2008  |
| Цуна получает приглашение на свадьбу Бьянки и Реборна, однако там он узнает от Дино удивительную правду.                                                                                         |                                                                                     |                 |
| 069 | Ужасные братья в законе «Tondemo Hanzai San Kyōdai» (とんでも犯罪3兄弟)             | 9 февраля 2008  |
| Трое братьев в законе пытаются обмануть Цуну и его друзей. |                                                                                     |                 |
| 070 | Неудача Ирие Шоичи «Irie Shōichi no Sainan» (入江正一の災難)                        | 16 февраля 2008 |
| Во время своего «очередного полёта» Ламбо попадает в дом к обычному школьнику, Ирие Сёити. Пытаясь вернуть его домой, Ирие сталкивается с окружением Цуны, что не может не сулить неприятностей. |                                                                                     |                 |
| 071 | Духовная битва! Зловещий Удар «Kihaku de Shōbu! Zettai Maken» (気迫で勝負!絶対魔拳) | 23 февраля 2008 |
| В Намимори появились додзе-крушители, на глазах Киоко и Хару они разрушили додзё и жестоко обошлись с детьми. Реборн готовит Цуну к мести им, обучая его искусству «Кулак абсолютного зла».      |                                                                                     |                 |
| 072 | Угроза исключения «Taigaku Kuraishisu» (退学クライシス)                             | 1 марта 2008    |
| Цунаёси грозит исключение из школы из-за неуспеваемости. Чтобы избежать его, ему придётся найти капсулу времени, зарытую где-то на территории школы.                                             |                                                                                     |                 |
| 073 | День признательности маме «Kāsan Kansha no Hi» (母さん感謝の日)                     | 8 марта 2008    |
| Реборн приглашает Цуну и его друзей на День признательности маме в стиле Вонголы. |                                                                                     |                 |

## Арка 3

### Мир 10 лет спустя
| 074 | Будущее, десять лет спустя «Jūnen-go no Sekai» (10年後の世界) | 15 марта 2008 |
| Под базуку десятилетия Ламбо случайно попадают один за другим Реборн, Цуна, а потом Гокудэра. В 10-летнем будущем они осознают, что 5 минут уже прошли, и что они могут навсегда застрять не в своем времени. Вскоре на них нападает Лал Мирч. |                                                               |               |
| 075 | Убежище «Ajito» (アジト)                                      | 22 марта 2008 |
| Лал Мирч, напавшая на Цуну с Гокудэрой, говорит, что они прошли и могут пойти с ней. По пути они также встречают Ямамото из 10-летнего будущего и вместе успешно добираются до базы Вонголы, где встречают Реборна.                            |                                                               |               |
| 076 | Поиск Хранителей «Shugosha Sagash» (守護者探し)               | 29 марта 2008 |
| Реборн говорит Цуне, что ему нужно собрать всех хранителей. Выйдя наружу, им приходится вступить в бой, но за 10 лет многое изменилось. Кроме того, Ямамото, Ипин, Ламбо, Хару и Киоко заменяются своими прошлыми версиями.                    |                                                               |               |
| 077 | Пламя решимости «Kakugo no Honō» (覚悟の炎)                   | 5 апреля 2008 |
| Цуна и Гокудера побеждают своих противников. |                                                               |               |

### Подземное убежище Вонгола
| 078 | Ключ к прошлому «Kako e no Tegakari» (過去への手がかり)                         | 12 апреля 2008   |
| Оправившись от своих травм, Цуна узнает, что единственный способ вернуться в прошлое - это собрать хранителей, победить Бьякурана и устранить человека в очках, Сёити Ириэ. Ребята просят Лар Милч стать их тренером, чтобы они научились драться в этом времени. |                                                                                 |                  |
| 079 | Первое испытание «Saisho no Shiren» (最初の試練)                                | 19 апреля 2008   |
| Лар рассказывает Цуне, Ямамоте и Гокудэре о кольцах и коробочках. После этого они пытаются выполнить первое задание Лар: зажечь кольца и открыть коробочку, которую она им дала. Затем база получает сигнал SOS от Хибёрда, птицы Хибари. |                                                                                 |                  |
| 080 | Разногласие «Fukyō Waon» (不協和音)                                             | 26 апреля 2008   |
| Цуна и Лар Милч ищут Киеку, а Гокудера и Ямамото - Хибёрда. Во время поиска, Гокудера и Ямамото столкнулись с Гаммой, одним из шести Погребальных Венков семьи Мильфиоре. |                                                                                 |                  |
| 081 | Комбинация «Konbinēshon» (コンビネーション)                                     | 3 мая 2008       |
| Гокудера и Ямамото вступили в бой с Гаммой. Хару с Ламбо и Ипин пытаются убежать из убежища, чтобы найти Киоко. Цуне и Лар Милч удалось найти Киеко. Взрослый Хибари появляется в Намимори. |                                                                                 |                  |
| 082 | Сильнейший Хранитель «Saikyō no Shugosha» (最強の守護者)                        | 10 мая 2008      |
| Взрослый Хибари вступает в бой с Гаммой, тем самым спасая Гокудеру и Ямамото. Цуна с Лар бегут на помощь. |                                                                                 |                  |
| 083 | Данная информация «Motarasareta Jōhō» (もたらされた情報)                        | 17 мая 2008      |
| После битвы Хибари показывает Цуне и остальным вход на свою базу. В свою очередь, взрослые Бьянка и Фуута возвращаются на базу Вонголы с новой информацией о Мильфиоре. |                                                                                 |                  |
| 084 | Долгая дорога домой «Tōsugiru Ieji» (遠すぎる家路)                              | 24 мая 2008      |
| И-Пин заболела. Хару в одиночку решает отвезти ее к знакомому доктору. |                                                                                 |                  |
| 085 | Где Убежище? «Ajito wa Doko da?» (アジトはどこだ?)                              | 31 мая 2008      |
| Во время тренировки Цуны с Лар срабатывает сигнал тревоги: кто-то попался в ловушку около одного из выходов. Также из-за неисправности одна из камер Вонголы в торговом районе Намимори перестает работать. Фуута вызывается починить ее, благодаря чему Ламбо удается осуществить свой план. Но один из Мильфиоре захватывает Ламбо. Цуна узнает об этом. Хибари же, преследуя свои цели, находит нарушителя порядка. Цуна, Гокудэра и Ямамото узнают, что будут проходить индивидуальные тренировки с личными наставниками. |                                                                                 |                  |
| 086 | Тренер из ада «Saikyō no Katei Kyōshi» (最恐の家庭教師)                         | 7 июня 2008      |
| Опасная тренировка Цуны с Хибари началась, как и тренировки Гокудеры с Бьянки и Ямамото с Реборном. Первое появление Хром в будущем. Цуна узнает о грехах Вонголы. |                                                                                 |                  |
| 087 | Наследственное право «Keishō» (継承)                                            | 14 июня 2008     |
| Тренировки продолжаются. Решительный ответ Цуны боссам Вонголы и наследство Вонголы. |                                                                                 |                  |
| 088 | 7³. Тринисетте «7³ (Turi ni Sette)» (7³ (トゥリニセッテ)                        | 21 июня 2008     |
| Собрание капитанов Мильфиоре во главе с Бякураном и раскрытие правды о хранителях Вонголы. Продолжение битвы-тренировки Цуны с Хибари. История коробочек. |                                                                                 |                  |
| 089 | Скорбь фортепьяно «Kanashimi no Piano» (悲しみのピアノ)                         | 28 июня 2008     |
| 3-й день тренировки. Прошлое Гокудеры: история его семьи. Прибытие Гло Ксинии - одного из капитанов Мильфиоре в Японию и его встреча с Хром. |                                                                                 |                  |
| 090 | Сова дождя «Ame Fukurou (Gūfo di Piojja)» (雨フクロウ(グーフォ·ディ·ピオッジャ) | 5 июля 2008      |
| Битва Хроме и Гло Ксинии. Правда про исчезновение Мукуро. |                                                                                 |                  |
| 091 | То, во что я верю «Shinjiru Mono» (信じるもの)                                  | 12 июля 2008     |
| Продолжение битвы Хром, Мукуро и Гло Ксинии. Появление взрослого Рёхея. |                                                                                 |                  |
| 092 | Порученный выбор «Yudanerareta Sentaku» (委ねられた選択)                        | 19 июля 2008     |
| Сообщение от Варии. Прибытие взрослого Рёхея на базу вместе с Хром - все хранители собраны. План Вонголы и альянса семей. |                                                                                 |                  |
| 093 | Неожиданная авария Уровня «D» «Kinkyū Keikai Reberu D» (緊急警戒レベルD)        | 26 июля 2008     |
| На базе Вонголы повреждения системы безопасности. Ламбо и Ипин в поисках машины по изготовлению такояки. Тем же временем, Ирие Сёити пытается связаться с главным штабом и выяснить, кто такой Леонард Липпи. |                                                                                 |                  |
| 094 | Истинная сущность раскрыта «Abakareta Shōtai» (暴かれた正体)                    | 2 августа 2008   |
| Сомнения Цуны: непростой выбор. Правда об истинной сущности Леонарда Липпи. Визит Рёхея на базу Хибари. Жизнь Хроме в опасности. |                                                                                 |                  |
| 095 | Решимость «Ketsudan» (決断)                                                     | 9 августа 2008   |
| Последствия схватки с Бякураном: Хроме и Мукуро в опасности. Окончательное решение Цуны. 5 дней до сражения с Мильфиоре. Цуна все еще не использует «свое оружие»?! |                                                                                 |                  |
| 096 | X Burner «Ikusu Bānā» (X(イクス)バーナー)                                       | 23 августа 2008  |
| Цуна хочет извиниться перед Хару и Ламбо. Тренировки хранителей продолжаются: у Цуны появилась идея насчет новой техники, Гокудэра понял, как завершить систему C.A.I. , и Ямамото тоже делает успехи. |                                                                                 |                  |
| 097 | Крупномасштабная погоня «Daitsuiseki» (大追跡)                                  | 30 августа 2008  |
| Гокудэра гоняется за своей кошкой, вспоминая при этом, как он с ребятами попали в будущее. |                                                                                 |                  |
| 098 | Извещение «Sengen» (宣言)                                                       | 6 сентября 2008  |
| Ирие Шоичи удалось установить связь с главным штабом, после чего он созывает внеплановое собрание. Вонгола получает ценную информацию о базе Мильфиоре. Ямамото заканчивает тренировку с Реборном - настало время приступить к следующему уровню подготовки. Гокудера пытается справиться со своей кошкой. |                                                                                 |                  |
| 099 | Последнее испытание «Saishū Shiren» (最終試練)                                  | 13 сентября 2008 |
| Обнаружение убежища Вонголы не за горами. Ребята продолжают тренироваться: Ямамото перешел к новой тренировке через "Путь императора мечей", а Хибари признал потенциал Цуны. |                                                                                 |                  |
| 100 | Последняя ночь «Totsunyū Zenya» (突入前夜)                                      | 20 сентября 2008 |
| Тренировки закончены. Последний день перед битвой с Мильфиоре. А Цуна потерял важную для него вещь. Мильфиоре узнали о местоположении убежища Вонголы?!! |                                                                                 |                  |
| 101 | Ночное нападение «Yashū» (夜襲)                                                 | 27 сентября 2008 |
| Мильфиоре начали миссию по захвату базы Вонголы в Японии. |                                                                                 |                  |

### Мелоне — База Мильфиоре
| 102 | Начало операции «Sakusen Kaishi» (作戦開始)                                                 | 4 октября 2008  |
| Хибари загнал отряд Мильфиоре в свою ловушку и приступил к сражению. Цуна, Лар и ребята начали наступление на базу Мильфиоре. |                                                                                             |                 |
| 103 | Первое препятствие «Daiichi Kanmon» (第一関門)                                              | 11 октября 2008 |
| Хибари защищает главный штаб, пока все остальные проникают на базу Мелоне. На пути ребят встает Дендро Килум, имеющий славу сильнейшего копейщика. |                                                                                             |                 |
| 104 | Назойливый маг «Innen no Majishan» (因縁の魔導師(マジシャン)                                | 18 октября 2008 |
| 105 | Сожаление «Kōkai» (後悔)                                                                    | 25 октября 2008 |
| 106 | Рост ученика «Oshiegotachi no Seichō» (教え子たちの成長)                                    | 1 ноября 2008   |
| 107 | Безнадежная ситуация «Zettaizetsumei» (絶体絶命)                                            | 8 ноября 2008   |
| 108 | Оружие из коробочки одного человека «Otoko no Bokkusu Heiki» (漢(おとこ)の匣(ボックス)兵器) | 15 ноября 2008  |
| 109 | Тюремное заключение «Toraware» (囚われ)                                                     | 22 ноября 2008  |
| 110 | Секрет базы Мелоне «Merōne Kichi no Himitsu» (メローネ基地の秘密)                           | 29 ноября 2008  |
| 111 | Враг осьминожьей башки «Teki wa Tako Heddo» (敵はタコヘッド)                                | 6 декабря 2008  |
| 112 | Ловушка с бумерангом «Būmeran no Wana» (ブーメランの罠)                                     | 13 декабря 2008 |
| 113 | Опять, Электрический! «Denkō, Sairai» (電光, 再来)                                          | 20 декабря 2008 |
| 114 | Вставай, Хранитель Урагана! «Arashi no shugosha, Tatsu» (嵐の守護者, 立つ)                  | 27 декабря 2008 |
| 115 | Система C.A.I. «Sisutēma C.A.I.» (スィステーマCAI(シーエーアイ)                             | 10 января 2009  |
| 116 | Разница в решимости «Kakugo no Sa» (覚悟の差)                                               | 17 января 2009  |
| Гамма использует шкатулку модификации и преодолевает систему CAI. Гокудэры за счет разницы в решимости. Однако когда он уже собирается добить Гокудэру, в бой вмешивается Ури, использовавшая атрибут солнца Гарю, чтобы вырасти. |                                                                                             |                 |
| 117 | Ураганная контратака «Arashi no Gyakushū» (嵐の逆襲)                                        | 24 января 2009  |
| Гокудэра и Ури совместно атакуют Электрического Гамму и начинают его теснить. |                                                                                             |                 |
| 118 | Убеждение принцессы «Hime no ketsui» (姫の決意)                                             | 31 января 2009  |
| 119 | Интервалы битв «Tatakai no hazama» (戦いの狭間)                                             | 7 февраля 2009  |
| 120 | Виртуальное пространство «Kasō kūkan» (仮想空間)                                            | 14 февраля 2009 |
| Ириэ Сёити перенаправляет воду в каналах, чтобы найти обломки Кинг Моски и тело Савады Цунаёси. Цунаёси тренируется в использовании X-Burner в виртуальном пространстве, когда внезапно оказывается, что симулятор заражен посторонней программой. |                                                                                             |                 |
| 121 | Две битвы «Futatsu no tatakai» (ふたつの戦い)                                               | 21 февраля 2009 |
| Савада сражается в симуляции с роботом-кубом, созданными Ириэ Сёити. В это время Ямамото Такэси сталкивается с Носару, но их сражение прерывается очередной перестройкой базы. |                                                                                             |                 |
| 122 | Сильнейший мечник «Saikyō no Kenshi» (最強の剣士)                                           | 28 февраля 2009 |
| Ириэ узнает о предательстве Спаннера. Ямамото встречает Гэнкиси, которого однажды победил Скуало на своем пути становления Императором Мечей. Однако Гэнкиси говорит, что проиграл Скуало специально. |                                                                                             |                 |
| 123 | Урок Императора Мечей «Kentei no Oshie» (剣帝の教え)                                        | 7 марта 2009    |
| Ямамото сражается с Гэнкиси, использующим иллюзии атрибута Тумана, чтобы запутать противника. От сильного удара Cигурэ Кинтоки покрывается трещинами. Гэнкиси предлагает Ямамото сдаться. Однако Такэси вспоминает, что Скуало не считал свою победу над Гэнкиси настоящей и записал 101 битву. Он решает довериться своей интуиции и атаковать. Трещины на Cигурэ Кинтоки оказываются очередной иллюзией Гэнкиси. |                                                                                             |                 |
| 124 | Туман, стоящий на пути «Tachi Hadakaru Kuri» (立ちはだかる霧)                               | 14 марта 2009   |
| Ямамото врезается в стальную колонну, скрытую иллюзией, и проигрывает Гэнкиси. Всё поле боя оказывается результатом действия оружейной шкатулки Гэнкиси. Хром проникает на базу Мелоне под видом капитана Вайт Спелл Никола. Гокудэра продолжает сражение с Электрическим Гаммой. Ури и Неро Вольпе взаимно изматывают друг друга и выходят из боя.                                                                |                                                                                             |                 |
| 125 | Ещё один нарушитель «Saranaru shinyūsha» (さらなる侵入者)                                   | 21 марта 2009   |
| Ирис находит Спаннера и Цунаёси. Гэнкиси собирается добить Ямамото, но его останавливает Хибари — третий человек, проникший на базу с Кусакабэ и Хром. |                                                                                             |                 |
| 126 | Сильнейший против Сильнейшего «Saikyō VS Saikyō» (最強VS最強)                               | 28 марта 2009   |
| Хибари сражается с Гэнкиси и раскрывает секрет его шкатулки. Хром с помощью иллюзий убеждает противника, что Рёхей, Гокудэра и Ямамото полностью восстановились после своих битв и смогли собраться вместе. Ирис и ее отряд увядших стеблей атакуют Спаннера и Цунаёси. |                                                                                             |                 |
| 127 | Мистический цветок «Ayakashi no Hana» (妖かしの花)                                          | 4 апреля 2009   |
| Цунаёси начинает сражение с отрядом увядших стеблей. Хибари использует обратную игольчатую сферу, чтобы нейтрализовать действие шкатулки Гэнкиси. В разгар боя Хибари меняется со своей версией из десятилетнего прошлого. |                                                                                             |                 |
| 128 | И пришел Глава Дисциплинарного Комитета «Fūki Iinchō, Kuru» (風紀委員長, 来る)              | 11 апреля 2009  |
| Хибари из десятилетнего прошлого атакует Гэнкиси, но сильно уступает ему в силе. Цунаёси сражается с отрядом увядших стеблей и пришедшим к ним на помощь Джинджер Бредом. |                                                                                             |                 |
| 129 | Операция — Икс «Operation X» (オペレーションX(イクス)                                       | 18 апреля 2009  |
| Спаннеру удается закончить настройку линз, и Цунаёси применяет совершенный X-Burner. Хром и Кусакабэ находят Рёхея Сасагаву и Гокудэру. |                                                                                             |                 |
| 130 | Решимость и гнев «Kakugo to Mukatsuki» (覚悟とムカツキ)                                     | 25 апреля 2009  |
| Гокудэра спасает Хибари с помощью щитов системы CAI. Хибари удается зажечь пламя кольца и активировать шкатулку. |                                                                                             |                 |
| 131 | В ярости «Bōsō» (暴走)                                                                      | 2 мая 2009      |
| Облачный ёж из шкатулки Хибари нечаянно ранит хозяина и впадает в неконтролируемую репликацию, заполняя несколько блоков базы Мелоне. Гэнкиси и Стражи Вонголы оказываются разделены и вынуждены отступать, чтобы не погибнуть под иглами. Цунаёси и Спаннер спешат к блоку с научной лабораторией. |                                                                                             |                 |
| 132 | Последний защитный блок «Saisū Bōē Block» (最終防衛区間(ブロック)                           | 9 мая 2009      |
| 133 | Изменение игры «Gyakuten eno itte» (逆転への一手)                                           | 16 мая 2009     |
| 134 | Рыцарь ада «Jigoku no Kishi» (地獄の騎士)                                                   | 23 мая 2009     |
| 135 | Прибытие! «Tōtatsu» (到達!!)                                                                | 30 мая 2009     |
| 136 | И раскрылась правда «Akasareru shinjutsu» (明かされる真実)                                  | 6 июня 2009     |

### Вторжение Варии
| №   | Название серии                                                 | Премьера     |
| --- | -------------------------------------------------------------- | ------------ |
| 137 | Ключевая битва в Италии «Italia Shuryoku Sen» (イタリア主力戦) | 13 июня 2009 |
| 138 | Принцы — близнецы «Futako no Ōji» (双子の王子)                 | 20 июня 2009 |
| 139 | Неистовый рёв «Ikari no Houko» (怒りの咆哮)                    | 27 июня 2009 |
| 140 | Ещё одно небо «Mou Hitotsu no Oozora» (もう一つの大空)         | 4 июля 2009  |
| 141 | Воссоединение «Saikai» (再会)                                  | 11 июля 2009 |

### Испытания Аркобалено (филлер)
| №   | Название серии                                                                                      | Премьера         |
| --- | --------------------------------------------------------------------------------------------------- | ---------------- |
| 142 | Сильнейшая семёрка «Saikyou no 7 nin» (最強の7人)                                                   | 18 июля 2009     |
| 143 | Испытание №1 «Daiichi no Shirente» (第一の試練)                                                     | 25 июля 2009     |
| 144 | Печати Аркобалено «Arukobareno no shirushi» (アルコバレーノの印)                                    | 1 августа 2009   |
| 145 | Решающий поединок хранителей! Облако и Туман «Shugosha taiketsu! kumo to kiri» (守護者対決！雲と霧) | 8 августа 2009   |
| 146 | Прототип из коробочки «Hako Heiki Prototype» (匣兵器プロトタイプ)                                   | 15 августа 2009  |
| 147 | Поймать ветер «Kaze wo Tsukamaeru» (風をつかまえろ)                                                 | 22 августа 2009  |
| 148 | Двое, кто унаследуют небеса «Oozora wo Tsugu Futari» (大空を継ぐ二人)                               | 29 августа 2009  |
| 149 | Экзамен Реборна «Reborn no Shiken» (リボーンの試験)                                                 | 5 сентября 2009  |
| 150 | Замкнутый путь «Tozasa re ta Michi» (閉ざされた道)                                                  | 12 сентября 2009 |
| 151 | Радуга собрана «Niji no Sorou Toki» (虹のそろう時)                                                  | 19 сентября 2009 |
| 152 | Решение босса «Bosu no Kakugo» (ボスの覚悟)                                                         | 26 сентября 2009 |
| 153 | Последняя печать «Saigo no Shirushi» (最後の印)                                                     | 3 октября 2009   |

### Выбор
| 154 | В новый бой (Филлер) «Tsugi Naru Tatakai He» (次なる戦いへ) | 10 октября 2009  |
| Рассказывается о битвах, которые произошли ранее в десятилетнем будущем. | |                  |
| 155 | Реальные 6 Погребальных Венков «Ma Riaru 6 Chōka» (真(リアル)6弔花)                                                                                              | 17 октября 2009  |
| Выясняется, что Вонгола не знала об истинных личностях Шести Погребальных Венков. Голограмма Бьякурана раскрывает правду Варии и Вонголе о настоящих владельцах колец Маре. | |                  |
| 156 | Вдохновляющие союзники «Kokoroduyoi Nakama» (心強い仲間) | 24 октября 2009  |
| Базиль из прошлого скрывается в Намимори. Цуна с хранителями находят его и приводят в убежище Вонголы.                                                                      | |                  |
| 157 | Выходные в Намимори (филлер) «Nanimori no Kyuujitsu» (並盛の休日)                                                                                                | 31 октября 2009  |
| Цуна с хранителями, Бьянки, Хару, Кеко и Ипин гуляют по Намимори и понимают кое-что важное, а Хибари встречает Дино из будущего.                                            | |                  |
| 158 | Теплый прием «Atatakai Basho» (あたたかい場所) | 7 ноября 2009    |
| Все празднуют возвращения Базиля, а с Хроме что-то происходит. | |                  |
| 159 | Ради моих друзей «Nakama no Tameni» (仲間のために) | 14 ноября 2009   |
| 160 | Приобретение мобильности «Kidō Ryoko Teni Irero» (機動力を手に入れろ)                                                                                            | 21 ноября 2009   |
| 161 | Аэробайк «Eā Baiku» (エアーバイク) | 28 ноября 2009   |
| 162 | Коробочка Неба Вонголы «Oozora no Bongore Kushige (Bokkusu)» (大空のボンゴレ匣(ボックス))                                                                        | 5 декабря 2009   |
| 163 | Террор! Суматоха на базе «Kyoofu! Ajito dai Soudō» (恐怖！アジト大騒動)                                                                                          | 12 декабря 2009  |
| 164 | Коробочка Вонголы, Обучение Начинается «Bongore Kushige (Bokkusu), Shuugyou Kaishi» (ボンゴレ匣(ボックス)、修業開始)                                             | 19 декабря 2009  |
| 165 | Объявленный бойкот «Boikotto sengen» (ボイコット宣言) | 26 декабря 2009  |
| 166 | С одним сердцем «Onaji kokoro de» (同じ心で) | 9 января 2010    |
| 167 | День битвы «Kessen no hi» (決戦の日) | 16 января 2010   |
| 168 | Начало "Чойса" «Choisu Kaishi» (チョイス開始) | 23 января 2010   |
| 169 | Небесный Лев (Leone di Cielo) версии Вонголы «Tenkuu Raion Ver.V Reone.Di.Cheeri baajon bongore» (天空ライオン Ver.V ｢レオネ・ディ・チェーリバージョンボンゴレ｣) | 30 января 2010   |
| 170 | Судьбоносное сражение «Innen no Taiketsu» (因縁の対決) | 6 февраля 2010   |
| 171 | Месть «Ribenji» (リベンジ) | 13 февраля 2010  |
| 172 | Атака Кикё «Kikyoo Kyooshuu» (桔梗強襲) | 20 февраля 2010  |
| 173 | Развязка "Чойса" «Choisu Kecchaku» (チョイス決着！) | 27 февраля 2010  |
| 174 | Правда о будущем «Mirai no Shinsoo» (未来の真相) | 6 марта 2010     |
| 175 | Появление Юни «Yuni Koorin» (ユニ光臨) | 13 марта 2010    |
| 176 | Побег «Dasshutsu» (脱出) | 20 марта 2010    |
| 177 | После битвы «Tatakai no Ato» (戦いの後) | 27 марта 2010    |
| 178 | Появление первого поколения! «I-yo (puriimo) famirii kuru!» (I世(プリーモ)ファミリー来る！)                                                                      | 3 апреля 2010    |
| 179 | Процесс наследования начался «Keishō Kaishi» (継承・開始) | 10 апреля 2010   |
| 180 | Обязанность хранителя Дождя «Ame no Shugo sha no Shimei» (雨の守護者の使命)                                                                                      | 17 апреля 2010   |
| 181 | Разъяренная Вспышка молнии «Hageshiki Raigeki» (激しき雷撃) | 24 апреля 2010   |
| 182 | Молчаливый Ураган «Shizuka Naru Arashi» (静かなる嵐) | 1 мая 2010       |
| 183 | Облако в стороне «Koko no Fuun» (孤高の浮雲) | 8 мая 2010       |
| 184 | Солнце сквозь Облако «Hare Nochi Kumo» (晴のち雲) | 15 мая 2010      |
| 185 | Капкан Поставлен «Shikake Rare ta Wana» (仕掛けられた罠) | 22 мая 2010      |
| 186 | Заколдованный туман «Genwaku no Kiri» (幻惑の霧) | 29 мая 2010      |
| 187 | Воспоминания предателя «Uragiri no Kioku» (裏切りの記憶) | 5 июня 2010      |
| 188 | Завещание Первого «Puriimo no Ishi» (I世の意志) | 12 июня 2010     |
| 189 | Решение семьи «Famirii no Kakugo» (ファミリーの覚悟) | 19 июня 2010     |
| 190 | Настоящие шесть Погребальных Венков атакуют! «Riaru Roku Chouka Shurai!» (真6弔花襲来！)                                                                         | 26 июня 2010     |
| 191 | Открытие коробочки Резни «Shura Kaikou Kushige» (修羅開匣) | 3 июля 2010      |
| 192 | Наручники Алауди «Araudi no Tejoo» (アラウディの手錠) | 10 июля 2010     |
| 193 | Дьявольские линзы Дэймона Спэйда «D Supedo no ma Renzu» (D・スペードの魔レンズ)                                                                                  | 17 июля 2010     |
| 194 | Начало последней битвы «Kessen Kaishi» (決戦開始) | 24 июля 2010     |
| 195 | Лук Джи «G no Acherii» (Gの弓矢) | 31 июля 2010     |
| 196 | Щит Лампо «Ranpou no Shiirudo» (ランポウの盾) | 7 августа 2010   |
| 197 | Максимальный прорыв Накла «Nakkuru no Makishimamu Bureiku» (ナックルの極限ブレイク)                                                                              | 14 августа 2010  |
| 198 | Последний настоящий погребальный венок «Saigo no Riaru Roku Chouka» (最後の真６弔花)                                                                             | 21 августа 2010  |
| 199 | Пробуждение Призрака «Gousuto Kakusei» (Ghost 覚醒) | 28 августа 2010  |
| 200 | Небо полное желаний «Yokubou ni michita Oozora» (欲望に満ちた大空)                                                                                               | 4 сентября 2010  |
| 201 | Всё это время драгоценно мне «Subete ga Daiji na Jikan» (全てが大事な時間)                                                                                       | 11 сентября 2010 |
| 202 | Море. Моллюск. Радуга. «Umi. Kai. Niji.» (「海」「貝」「虹」) | 18 сентября 2010 |
| 203 | В новое будущее «Atarashii Mirai He» (新しい未来へ) | 25 сентября 2010 |